# 啊！摇篮
《啊！摇篮》是上海电影制片厂1979年摄制的故事片。故事片讲述了在第二次国共内战中，胡宗南进攻延安，保育员带领延安保育院的几十个孩子在纷飞的战火中，从延安转移的故事。

## 主要角色
- 李　楠：祝希娟饰
- 罗桂田：村　里饰
- 萧汉平：张勇手饰
- 亮　亮：央　拉饰
- 梁　燕：张　瑜饰
- 吴湘竹：马晓晴饰

## 其他人员
- 摄像：陈震祥
- 美术：何瑞基

## 參看
- 电影目录